# Eugen Wörle
Eugen Wörle (Bregenz, 3 de enero de 1909 – Viena, 14 de diciembre de 1996) fue un diseñador y arquitecto austríaco considerado como uno de los últimos representantes del llamado segundo modernismo vienés.

## Biografía
Estudió en la Academia de Bellas Artes de Viena y se graduó siendo alumno de Clemens Holzmeister, para quien trabajó posteriormente. Desde 1930 y hasta 1934 trabajó en el estudio de Ernst Lichtblau, y a partir de 1936 y hasta 1957 se asoció con Max Fellerer. El equipo recibió numerosos e importantes encargos durante el periodo de reconstrucción de la postguerra en Austria, incluyendo la renovación del edificio del Parlamento.
En 1935 entró a formar parte de la Asociación Central de Arquitectos Austríacos, de la que se convertiría en presidente en 1961, el mismo año en el que también fue elegido presidente de la Cámara de Ingenieros Civiles. Asimismo, fue miembro de los CIAM en Austria y de la Österreichischer Werkbund. También desempeñó una notable actividad como diseñador, elaborando prototipos de muebles, lámparas y otros objetos.
Cuando falleció Fellerer, Wörle se hizo cargo de la dirección del estudio, y empezó a colaborar con otros arquitectos. En 1956 recibió el Premio Ciudad de Viena para la Arquitectura. Falleció con 87 años en Viena.